# What a Wonderful World (LeAnn Rimes)
What a Wonderful World è un album in studio natalizio della cantante statunitense LeAnn Rimes, pubblicato nel 2004.

## Tracce
1. Rockin' Around the Christmas Tree – 2:39 (Johnny Marks)
2. A Different Kind of Christmas – 3:40 (Allan Rich, Jud J. Friedman, Rimes, Pete Amato)
3. White Christmas – 4:29 (Irving Berlin)
4. All I Want for Christmas Is You – 3:52 (Andy Stone, Troy W. Powers)
5. Have Yourself a Merry Little Christmas – 4:00 (Hugh Martin, Ralph Blane)
6. What a Wonderful World – 2:58 (Bob Thiele, George David Weiss)
7. The Christmas Song – 4:10 (Mel Tormé, Robert Wells)
8. Just Love Me – 2:47 (Dean Sheremet, Greg Pagani, Rimes, Pete Amato)
9. Miss You Like Christmas – 3:40 (Dennis Matkosky, Rimes, Ty Lacy)
10. O Holy Night – 3:42 (Placide Clappeau)